# 디렉션섬
디렉션섬(Direction Island)은 인도양에 위치한 오스트레일리아령 코코스 제도에 있는 산호초섬이다.
옛날은 몇 명 정도의 오스트레일리아 사람이 살고 있었고 무선통신 기지가 섬에 놓여 있었지만 현재는 무인도이다. 무선 기지의 잔해의 철거지가 현재도 섬에 남아 있다.
제1차 세계 대전중인 1914년에, 독일의 경순양함 SMS 엠덴이 이 근해에서 격침된 것으로도 알려져 있다.